# Englands herrlandslag i fotboll: Rekord
Denna artikellista behandlar olika fotbollsrekord relaterade till Englands herrlandslag i fotboll.

## Landskamper
Flest landskamperPeter Shilton, 125, 25 november 1970—7 juli  1990
Flest landskamper på kortast tidBilly Wright, 70, 3 oktober 1951—28 maj 1959
Längsta karriären i EnglandStanley Matthews, 22 år och 228 dagar, 29 september 1934—15 maj 1957
Yngste spelareTheo Walcott, 17 år och 75 dagar 30 maj 2006, mot Ungern
Äldste spelareStanley Matthews, 42 år och 103 dagar, 15 maj 1957
Äldste debutantAlexander Morten, 41 år, 8 mars 1873, 4–2 mot Skottland
Flest landskamper utan att ha spelat i ett VM-slutspelDave Watson, 65, 3 april 1974— 21 juni 1982
Längsta tiden mellan landskamperIan Callaghan, 11 år och 49 dagar, 20 juli 1966, 2–0 mot Frankrike—7 september 1977, 0–0 mot Schweiz
Flest landslagsturneringar på kortast tidSol Campbell, 6, EM 1996 till fotbolls-VM 2006

## Mål
Första måletWilliam Kenyon-Slaney, 8 mars 1873, 4–2 mot Skottland 
Flest målWayne Rooney, 53,  12 februari 2003 —Och spelade troligen sin sista landskamp 15 november 2018
Flest mål i tävlingsmatcherGary Lineker och Michael Owen, båda 22 (VM, EM och kval)
Flest mål i en matchHoward Vaughton, Steve Bloomer, Willy Hall och Malcolm Macdonald, alla 5
Fyra eller fler mål i en matchSteve Bloomer, Vivian Woodward, Tommy Lawton, Jimmy Greaves och Gary Lineker, två var
Tre eller fler mål i en matchJimmy Greaves, 6 gånger
Flest matcher i rad som målskyttTinsley Lindley, 9, 13 mars 1886 — 7 april 1888
Flest mål i en enskild match i en VM-turneringGary Lineker, 6, fotbolls-VM 1986
Flest mål i en enskild EM-turneringAlan Shearer, 5, fotbolls-EM 1996
Yngste målgörareWayne Rooney, 17 år 317 dagar, 6 september 2003 mot Makedonien
Snabbaste målet från avsparkTommy Lawton, 17 sekunder, 26 maj 1947, 10–0 mot Portugal
Snabbaste målet av en ersättareTeddy Sheringham, 15 sekunder, 6 oktober 2001, 2–2 mot Grekland, kval till fotbolls-VM 2002
Flest landskamper av en utespelare utan att ha gjort målGary Neville, 82 landskamper
Första spelare att göra mål i tre VM-slutspelDavid Beckham, mot Colombia, fotbolls-VM 1998; mot Argentina, fotbolls-VM 2002; mot Ecuador, fotbolls-VM 2006
Flest turneringsmål på kortast tidMichael Owen, 4, mot Rumänien och Argentina, fotbolls-VM 1998; mot Rumänien, fotbolls-EM 2000; mot Danmark och Brasilien, fotbolls-VM 2002; mot Portugal, fotbolls-EM 2004
Siste målskytten på gamla Wembley StadiumTony Adams, 31 maj 2000, 2–0 mot Ukraina

## Lagkaptener
Första lagkaptenenCuthbert Ottaway, 30 november 1872, 0–0 mot Skottland
Flest landskamper som kaptenBilly Wright och Bobby Moore, båda 90
Yngste kaptenBobby Moore, 22 år 47 dagar, 29 1963, 4–2 mot Tjeckoslovakien

## Röda kort
Flest röda kortDavid Beckham, 2
List över engelska landslagsspelare som blivit utvisade
- Alan Mullery, 5 juni 1968 mot Jugoslavien i Florens, fotbolls-EM 1968
- Alan Ball, 6 juni 1973 mot Polen i Chorzow
- Trevor Cherry, 12 juni 1977 mot Argentina i Buenos Aires
- Ray Wilkins, 6 juni 1986 mot Marocko i Monterrey (första engelske spelare att bli utvisad i ett fotbolls-VM)
- David Beckham, 30 juni 1998 mot Argentina i Saint-Etienne
- Paul Ince, 5 september 1998 mot Sverige i Stockholm
- Paul Scholes, 5 juni 1999 mot Sverige i London (första engelske spelare att bli utvisad på Wembley Stadium)
- David Batty, 8 september 1999 mot Polen i Warszawa
- Alan Smith, 16 oktober 2002 mot Makedonien i Southampton
- David Beckham, 8 oktober 2005 mot Österrike i Manchester (förste engelske spelare att bli utvisad två gånger i landslaget)
- Wayne Rooney, 1 juli 2006 mot Portugal (kvartsfinal i fotbolls-VM 2006)

## Övrigt
Förste ersättareJimmy Mullen (för Jackie Milburn), 18 maj 1950, 4–1 mot Belgien
Spelare som spelat i landslaget både före och efter andra världskrigetRaich Carter, Tommy Lawton, Stanley Matthews
Klubbar med flest landslagsspelare i England totaltAston Villa, 64 (till och med 28 juni 2006)
Senaste amatör i landslagetBernard Joy, 9 maj 1936, 2–3 mot Belgien
Kortaste spelareFanny Walden, 2 landskamper, 157 cm
Längste spelarePeter Crouch, 201 cm, 28 maj 2005, mot USA
Tyngste spelareförmodligen Bill 'Fatty' Foulke, troligen 165 kg, 29 mars 1897, 4–0 mot Wales